# Gut (herb szlachecki)
Gut (Guta, Gutt, Dargolewski odmienny, Sas Pruski odmienny) – kaszubski herb szlachecki, według Przemysława Pragerta odmiana herbu Sas Pruski.

## Opis herbu
Opis z wykorzystaniem tradycyjnych zasad blazonowania:
W polu błękitnym półksiężyc srebrny na opak, pod którym miecz srebrny pomiędzy dwoma gwiazdami złotymi. Klejnot: nad hełmem w koronie trzy pióra strusie. Labry błękitne, podbite srebrem.

## Najwcześniejsze wzmianki
Herb przytaczany przez Żernickiego (Der polnische Adel).

## Rodzina Gut (Gutt)
Nazwisko Gut (Gutt) pochodzi prawdopodobnie od staropruskiego imienia Gutte. Być może protoplastą rodu był Jan Guth, wzmiankowany w 1505. Pierwsze pewne wzmianki pochodzą z 1570 (Albertus Gutt, Petrus Gutt, Joannes Gudt, Martinus Gutt, Jacob Gutt). Należeli oni do drobnej szlachty, przybierając z czasem nazwiska odmiejscowe. Wzmianki nazwisk odmiejscowych pochodzą z lat 1620 (Piotr Gutt łętowski), 1622 (Janusz Gutt Minkowski), 1658 (Wojciech Gutt Radoszewski). Przydomka Gut używali też Zapędowscy, Dargolewscy i Glińscy, toteż uważano ich za potomków Gutów. Rodzina miała występować jeszcze w XVIII wieku, oprócz nazwisk odmiejscowych mieli też używać nazwiska Gutowski.

## Herbowni
Gut (Gudt, Guta, Guth, Gutt, Gutte, błędnie Galt, Gult), być może Gutowski. Rodzina ta mogła używać także herbu Zapędowski II.
Pierwotnym herbem tej rodziny mógł być herb Niezgoda, co zdaje się potwierdzać herb na jednej z wczesnych pieczęci członka tej rodziny, będący wyraźnie odmianą Niezgody.